# Nackel

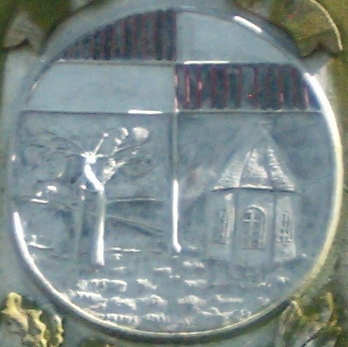
Wappen von Nackel am Kriegerdenkmal

Nackel ist seit dem 1. Juli 2001 ein Ortsteil der im Zuge der Gemeindegebietsreform des Landes Brandenburg entstandenen Gemeinde Wusterhausen/Dosse im Landkreis Ostprignitz-Ruppin am Rande des Rhinluch. Bis 1952 gehörte der Ort zum brandenburgischen Kreis Ruppin, von 1952 bis 1993 zum Kreis Kyritz im Bezirk Potsdam, seit 1993 zum Landkreis Ostprignitz-Ruppin.

## Ortsname
Der Ortsname (1319 Nacel) wird als „feuchter Ort“ und „Insel im Sumpf“ gedeutet und erklärt sich durch die Lage am Rhinluch. Vergleichbare umgebungsbezogene Namensdeutungen gibt es bei den Nachbargemeinden Zootzen. Im 19. Jahrhundert dominierte die Schreibweise Nakel.

## Topografie
Nackel liegt in einer Höhe 45 m ü. NHN. Es umfasst eine Fläche von 37 km² und hat bei 320 Einwohnern (Stand: 31. Dezember 2005) eine Bevölkerungsdichte von 8,65 Einwohner/km². Es liegt nordöstlich der Bundesstraße 5 zwischen Friesack und Segeletz.

## Nachbarorte
- Läsikow – ehemaliger Ortsteil von Nackel von 1954 bis 2001,  heute Ortsteil der Gemeinde Wusterhausen/Dosse
- Zootzen – Ortsteil der Stadt Friesack
- Wutzetz – Ortsteil der Stadt Friesack
- Segeletz – Ortsteil der Gemeinde Wusterhausen/Dosse
- Barsikow – Ortsteil der Gemeinde Wusterhausen/Dosse
- Vichel – Ortsteil der Gemeinde Temnitztal

## Infrastruktur
Nackel ist im Rahmen des ÖPNV durch die Buslinie 713 mit Kyritz und Wusterhausen/Dosse und mit der Buslinie 759 mit der Kreisstadt Neuruppin der ORP GmbH verbunden.

## Geschichte

### Dorf
Erste Siedlungsanzeichen rund um Nackel und dem Rhinluch gibt es bereits aus der Zeit von vor etwa 12.000 Jahren. Bei Ausgrabungen und archäologischen Untersuchen konnte man anhand von Tonscherben mit Schnur- und Bandkeramik aus der Zeit der Jäger und Sammler erste Siedlungsversuche am „Fuchsbergen“ im Luch nachweisen.
An der Grenze zum Wutzetzer Wald in der Nähe des ehemaligen Nackeler Schützenplatzes fand man weitere Hinweise auf frühzeitige Siedlungsversuche im Bereich des Rhinluch: ein „Bronzedorf“ von vor ca. 2000 v. Chr.
Gegen Ende der Völkerwanderung kamen im 7./8. Jahrhundert Slawen (Linonen, Heveller) ins Rhinluch und Havelland und siedelten in Runddörfern am Rande des Urstromtales. Der Zootzen im Süden mit seinen urwaldähnlichen Wäldern und seiner Sumpflandschaft bot einen natürlichen Schutz vor Feinden. Der sandbödige Norden, Osten und Westen musste durch einen Wall gegen etwaige Feinde gesichert werden. Die deutliche Runddorfstruktur erkennt an heute noch am Nachbarort Läsikow. Auch Nackel hat Strukturen und Anlage eines slawischen Runddorfes, jedoch erst archäologischen Untersuchungen im Jahre 2001 förderten Zeugnisse einer mittelslawischen Siedlung in der Nähe der Kirche zu Tage.
Nackel selbst wird erstmals als „Nacel“ 1319 erwähnt, später auch „Nakell“ geschrieben und fand ebenso Erwähnung im Riedelschen Codex diplomaticus Brandenburgensis von 1844 (Band 4) und 1847 (Band 7).
Mit den Askanier im 13. Jahrhundert begann Christianisierung und nach der Unterwerfung der slawischen Stämme folgten deutsche Siedler. Eine wehrhafte Kapelle als Zeichen der Christianisierung wurde gebaut, später die heutige Kirche.
Das Dorf entwickelte sich langsam vom Rund- zum Angerdorf und nahm später die heutige Struktur eines Straßendorf durch Ausbreitung gen Norden an. Das Dorf teilte sich in 38 Hufe auf. Die Ansiedler waren dem Stande nach freie Bauern mit Jagd- und Fischereirecht und mussten ihren Kirchenzehnt nach Wusterhausen entrichten.
Um 1490 war Nackel ein Teil der im Kern reichsunmittelbaren Herrschaft Ruppin unter der Landesherrschaft der Grafen von Lindow-Ruppin.
Drei Rittergüter, die dem Klosterstift Lindow abgabepflichtig waren, gab es in Nackel seit dem 14. Jahrhundert. Von 1544 bis 1555 war der Ort in dem Besitz derer von Pfuel. Um 1784 gehörte ein Rittersitz in Nackel den Zietens einen zweiten der Familie von der Hagen. Ca. 1760 wurde die Familie von der Hagen die größten Grundbesitzer in Nackel, teils durch Heirat und teils durch Ankauf. Die genealogische Linie Nackel geht über den Oberstleutnant Christian Ludwig von der Hagen (1734–1796), verheiratet mit Maria Elisabeth von Platen, dann ihr Enkel der Major Emil von der Hagen und Ehefrau Elisabeth von Beerfelde. Die Nachfahren prägten bis 1935 das Dorf und waren bis 1945 in Nackel ansässig.
Der Dreißigjährige Krieg (1618–1648) brachte über Nackel wie den Rest der Mark Brandenburg viel Leid und Elend. Die schwedischen Söldner verwüsteten Höfe und Felder. Häuser wurde niedergebrannt und die Menschen bis zum Tode gequält und wer dies überlebte, den raffte die Pest dahin. So erwähnte 1640 der Gottberger Pfarrer Collasius im Gottberger Kirchenbuch, dass Nackel verbrannt sei.
Der Große Kurfürst Friedrich Wilhelm I. (1620–1688) holte ca. 15.000 Protestanten aus Frankreich – als Hugenotten bekannt – durch das Potsdamer Edikt vom 8. November 1685 und holländische Ansiedler (Flamen) ins Land. Sie besiedelten das durch den Dreißigjährigen Krieg schwer verwüstet Land, da ganze Landstriche entvölkert waren. Zu den wüsten Höfen erhielten die Ansiedler 100 Taler und die brachten ihr Wissen über eine rentable Weidewirtschaft mit Meiereien mit. Diese verstärkte Besiedlung führte zu einer Ausdehnung von Nackel, entstanden neue Höfe im fränkischen Baustil.
Nach der Separation um ca. 1830 und aufgrund des Oktoberedikt vom 9. Oktober 1807 und dem Regulierungsgesetz vom September 1811 konnten sich die Bauern „frei“ kaufen. Ablösezahlungen in Geld und die Entschädigung für die wegfallenden Abgaben sowie Hand- und Gespanndienste wurde durch das Edikt von 1821 geregelt. Die Bauern konnten ihr eigenes Land erwerben, welches in gerechter Weise nach der Bodenqualität (Wiesen und Ackerland) aufgeteilt wurde. Sie brauchten gegenüber der Ritterschaft keine Dienste mehr zu leisten. Die Deklaration zum Regulierungsedikt von 1816 erstellt auf Verlangen des Adels, schränkte die Zahl der freikauffähigen Bauern wieder ein.
Wohlstand und Fortschritt zog in Nackel ein, die Landwirtschaft (Weizenanbau und Tierhaltung) blühte auf und 1860 erhielt Nackel seine erste Schule. Nach dem Deutsch-Französischen Krieg (1870–1871) steigerte sich nochmals der Wohlstand im Dorfe, was sich durch den Bau vieler neue Wohnhäuser ab 1890 verdeutlicht. Das etwa zeitgleich erstmals amtlich publizierte General-Adressbuch der Rittergutsbesitzer für Brandenburg führt das Rittergut Nackel mit gesamt 663,50 ha auf. Davon waren anteilig 158,75 ha Waldbesitz genannt.

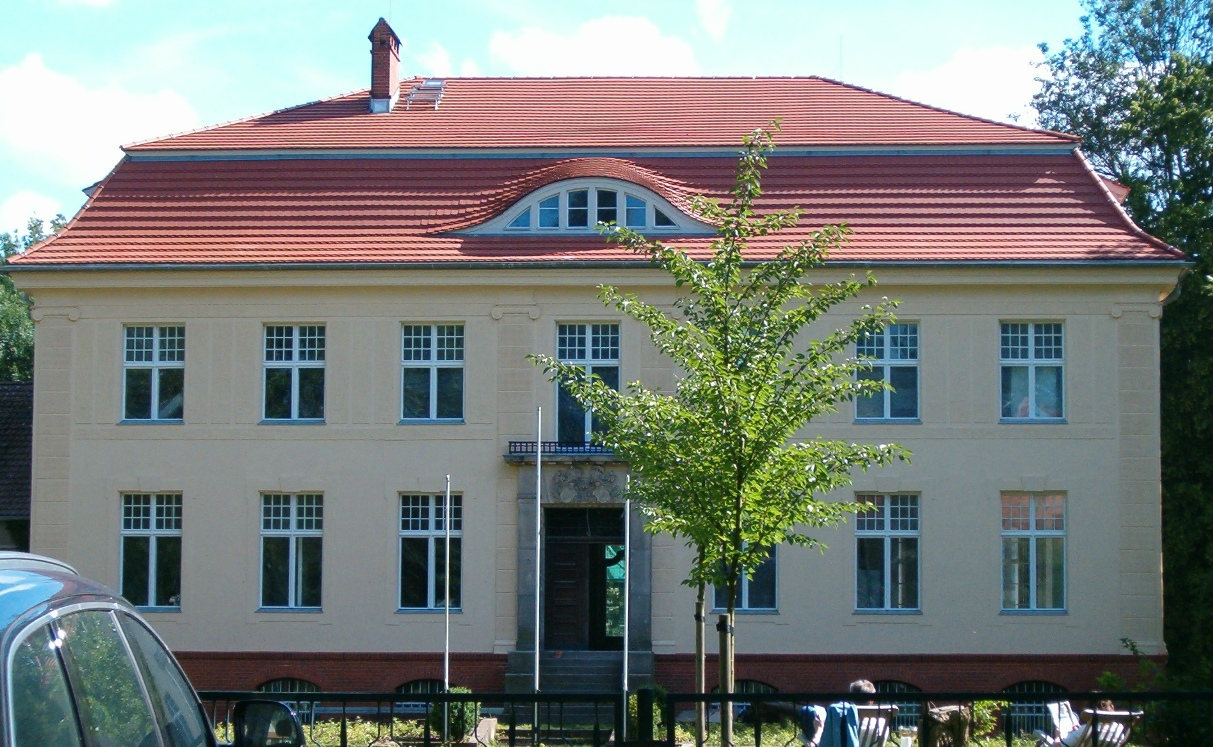
Herrenhaus Nackel

Der Gutsherr auf Nackel und Ritterschaftsrat  Alexander von der Hagen, geboren in Berlin 1870, ließ als Zeichen des Wohlstandes das alte Herrenhaus abreißen, und 1906/07 von den Berliner Architekten Bielenberg & Moser das heutige Schloss errichten.
Am 20. Mai 1912 fand bei einem Autounfall in der Nähe von Nackel Erbprinz Georg Wilhelm zu Braunschweig und Lüneburg den Tod. Er war der Bruder des späteren Schwiegersohnes des letzten deutschen Kaisers Wilhelm II. Er war auf dem Weg zur Trauerfeier des dänischen Königs Frederik VIII. gewesen und wollte vorher Station in Schwerin machen. Auf Grund des Vorkommnisse lernten sich Ernst August (Braunschweig) und Prinzessin Viktoria Luise kennen.
Mit der Fertigstellung entsprach das Schloss nunmehr den herrschaftlichen Vorstellungen der Gutsfrau Katharina von der Hagen, geborene Freiin von dem Knesebeck-Milendonck (1874–1943). Herr von der Hagen starb 1922 an der Folge von Kriegsverletzungen. Beim Sturz mit seinem Pferd im Luch starb 1926 der einzige Sohn Hellmuth (neben den Töchtern Waltraudt, Fides und Erika Alexandra). Ein Denkmal gestiftet von „Den Reitern der Grafschaft Ruppin“ im ca. 4,7 ha großen Schlosspark mit Teich erinnert noch heute daran. Das alte Adelsgeschlecht derer von der Hagen, Linie Nackel, erlischt mit dem Tod des Hellmuth von der Hagen. 1929 gehörten zum Gut der genannten Frau von der Hagen 566 ha. Zeitgleich gab es an Ort 14 weitere landwirtschaftliche Betriebe zwischen 32 und 67 ha, hier die Familie Otto Buck.
Die Familie von der Hagen musste 1935 für den Besitz Nackel Konkurs anmelden; die Ländereien in Nackel wurden am 28. März 1935 zwangsversteigert und von der „Siedlungsgesellschaft Eigene Scholle“ aus Frankfurt/Oder erworben, in 22 Siedlerstellen parzelliert und an Bauern aus Hessen, Posen und Thüringen vergeben. Die neuen Häuser der Siedler entstanden an der Segeletzer Straße auch „Siedlerberg“ genannt. Der Zusammenschluss von Guts- und Gemeindebezirk erfolgte 1928. Herrenhaus und Park erwiesen sich als unverkäuflich und blieben in Familienbesitz. Die Schwester des letzten Gutsherrn, Elise von der Hagen (1868–1945), lebte als Stiftsdame des Klosters Heiligengrabe ganz in der Nähe und wurde eine anerkannte Genealogin. Bruder Joachim von der Hagen erbte Gut Rhinow und fiel als Offizier 1914. Die Schwester Irmgard von der Hagen-Nackel heiratete einen bürgerlichen Gutsbesitzer aus Altneuvorpommern und lebte bis zum Tode 1951 in Neuruppin.
Die Blütezeit von Handwerk und Gewerbe endete mit dem Einsetzen des Zweiten Weltkriegs. Nackel war nach dem Zweiten Weltkrieg (1939–1945) Zufluchtsort wie viele märkische Dörfer für Flüchtlingen aus dem Sudetenland, Ostpreußen, Pommern und anderen Gebieten jenseits der Oder. Die Einwohnerzahl stieg 1945 auf 1047 Einwohner gegenüber 520 im Jahre 1939. Einige blieben, viele zogen weiter gen Westen.
Der Bodenreform 1946 (39,68 ha Land wurden an 14 Neubauern aufgeteilt) folgte 1953 die Gründung der „Landwirtschaftliche Produktions-Genossenschaften“ (LPG) in Nackel, die Zeit des Sozialismus veränderte die Struktur der Landwirtschaft.
Wegen des Konkurses der Familie derer von Hagen unterlag das Schloss unterschiedlichster Nutzung. Während der NS-Zeit wurde es für den weiblichen Reichsarbeitsdienst genutzt; ihm folgten nach dem Krieg die Russen, dann wurde es bis 1951 als Kinderheim genutzt. Ab 1951 wurde das Schloss als Schule genutzt, die 1997 endgültig geschlossen wurde. Während der Nutzungszeit als Schule erhielt das Schloss einen Anbau. Nach der Schulschließung wurde das Schloss ab 1999 als Künstlerhaus genutzt; es hat jedoch seit 2005 einen neuen Eigentümer, dessen Nutzungskonzept noch nicht bekannt ist.

### Kirche

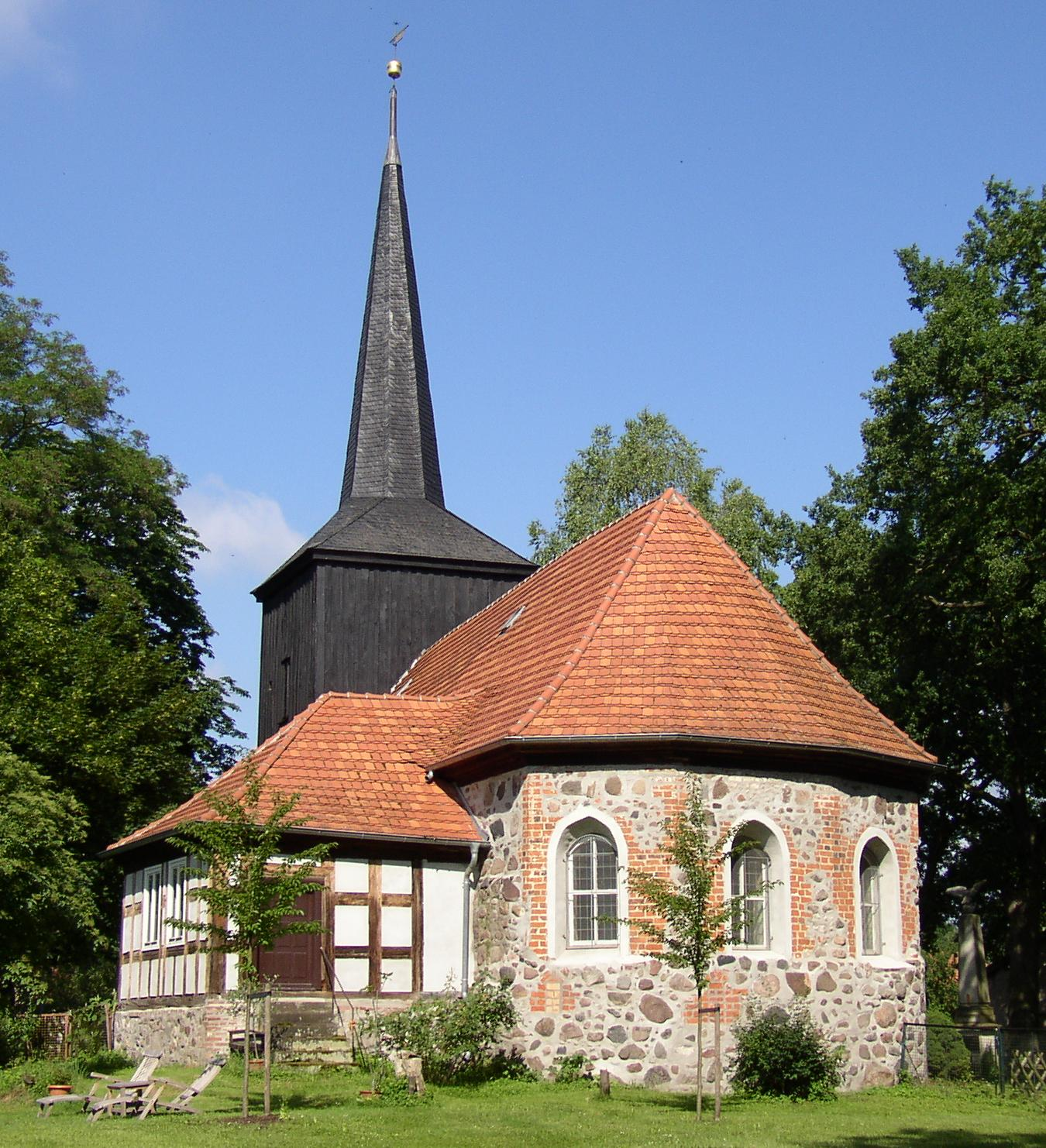
Kirche in Nackel

Nackel wird bereits 1319 als Pfarrdorf erwähnt. Im Zuge der Einführung der Reformation in der Mark Brandenburg (1535–1539) wird Nackel mit den Tochterkirchen Läsikow und Wutzetz zur Mutterkirche im Kirchenkreis Wusterhausen/Dosse. Die Nackeler Pfarrerliste zeigt lückenlos 15 Namen für den Zeitraum von 1540 bis 1935 auf. Nach 1935 wird die Kirche in Nackel von außerorts verwaltet – von 1935 bis 1950 von Segeletz, von 1950 bis 1965 von Rohrlack und seit 1965 wieder von Segeletz. Die Aufhebung der Pfarrstelle 1975 besiegelt endgültig das Ende von Nackel als Pfarrdorf, seitdem gehören Nackel als selbständige Kirchengemeinde und ihre Tochterkirche Läsikow zum Pfarrsprengel Segeletz / Kirchenkreis Kyritz-Wusterhausen und die Tochterkirche Wutzetz zum Pfarrsprengel Friesack / Kirchenkreis Nauen-Rathenow. Das alte Pfarrhaus  seit dem Wegfall der Pfarrstelle bis auf den Gemeinderaum ungenutzt und leerstehend ist dem Verfall preisgegeben. Rittmeister a. D. von Quast auf Vichel war bis 1945 letzter Schutzpatron der Nackeler Kirche, der als tugendhafter Ritter die Nackeler Kirche vor weltlichen Angriffen schützte. Die Gemeindemitgliederzahl der selbständige Kirchengemeinde Nackel betrug am 1. Juli 2004: 200 Mitglieder und somit ca. 65 % der Dorfbewohner.
Die Kirche im Kern als spätgotischer Feldsteinbau mit polygonalem Abschluss – der Chorsockel besteht aus stärkerem unregelmäßigen Mauerwerk – wurde im 13.–14. Jahrhundert zur Zeit der Askanier erbaut. Prämonstratenser Chorherren sollen die erste Kapelle in Form einer Wehrkapelle mit Schießscharten und Böllerlöchern als Zeichen der Christianisierung im 13. Jahrhundert erbaut haben. Zeugnis vom Alter der Nackeler Kirche geben die zwei mittelalterlichen Glocken der Kirche, sie zählen zu den ältesten Glocken des Nordwestens des Landes Brandenburg. Der Zeitpunkt ihrer Herstellung kann nur geschätzt werden, da beide keine Jahreszahl tragen. Die Herstellung der größeren Glocke wird auf ca. 1300 und die Herstellung der zweiten kleineren Glocke auf ca. 1375 geschätzt. Auf der kleinen Glocke wurde neben einem der beliebtesten Glockengebete im Mittelalter o rex glorie veni cum pace … neun Pilgerzeichen als Trennzeichen zwischen den Worten der Inschrift gefunden.  Die Pilgerzeichen aus verschiedenen unbekannten Wallfahrtsorten sind nicht die einzigen Darstellungen, man findet mehrere Madonnendarstellungen (stehend, thronend, das Fragment einer Strahlenkranzmadonna), einen Ritter mit einer Lanze, einen stehenden heiligen Bischof mit quergestelltem Stab, einen Reiter auf einem Pferd und zwei weitere undeutliche Figuren.

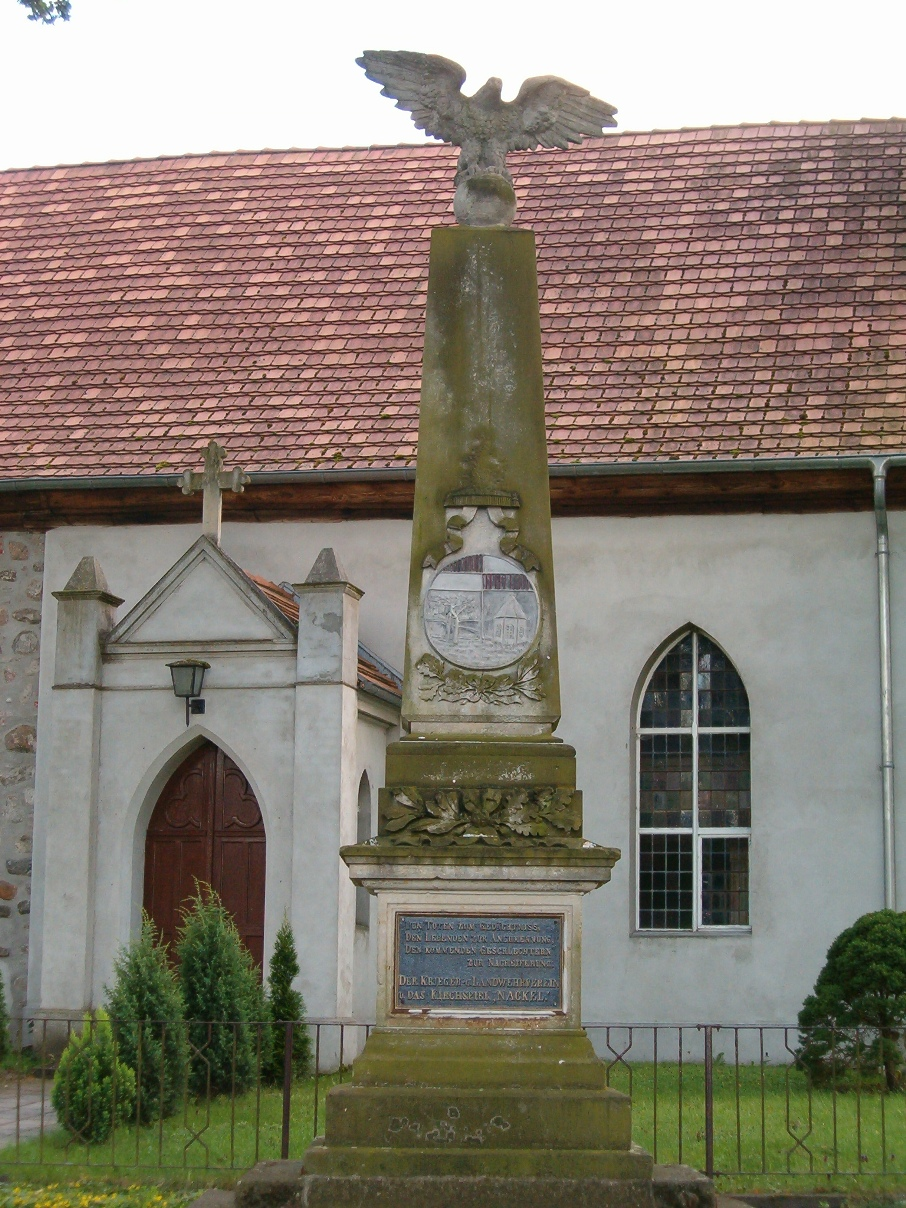
Kriegerdenkmal vor der Kirche mit Dorfwappen

Der heutige Mischbau aus märkischem Feldsteinen und Ziegeln mit Fachwerk-Elementen ist ein deutliches Zeichen von Zerstörung und Wiederaufbau. Der Dreißigjährige Krieg machte auch vor der Nackeler Kirche nicht halt, nach deren Zerstörung wurde die Kirche zwischen 1685 und 1691 wiederaufgebaut. Vom schweren Aufbau der Kirche berichtet ein Schriftstück von Pastor Martini aus dem Jahre 1691, welches 1924 beim Herunternehmen des Turmknopfes der Kirche in selbigen gefunden wurde. Pastor Martini berichtete über die Wiederherstellung der Kirche in den Jahren 1685 bis 1691 „unter schwerer last“, sowie der allgemeinen Weltlage, über Brandenburg unter seinem Regenten Friedrich III. Kurfürst von Brandenburg besser bekannt als König Friedrich I. in Preußen und über dem „hervorragenden Sieg“ gegen die Türken – errungen durch die Hilfstruppen des Kurfürsten auf dem Schlachtfeld Seddin bei Belgrad. Die kleine neugotische Vorhalle aus Backstein wurde um 1881 an der Nordwand angebracht. Vermutlich aus dem 18. Jahrhundert stammen der verbretterte Turmaufsatz aus Fachwerk und das Westjoch. Aus selbiger Zeit stammt die zum Schiff in zwei Halbkreisbögen geöffnete angebaute Herrschaftsloge. Im Kircheninneren findet man unterhalb der Herrschaftsloge eine Marmorgedenktafel für Emil von der Hagen (* 1840) und seine Ehefrau Caroline, geb. von Schenkendorf (* 1854), sowie eine 1828 von Tobias und Friedrich Turley aus Treuenbrietzen erbaute Hufeisenempore mit Orgel, einen Taufständer (Berliner Eisenkunstguss um 1820) und seit 1996 findet man eine kleine Zweitorgel der E. F. Walcker GmbH & Co., Baujahr ca. 1965, im Altarraum.
An die im Kriege seit 1864 gefallenen Nackelern wird durch ein Denkmal vor der Kirche gedacht.

## Einwohnerentwicklung
- 1875 – 693 Einwohner
- 1910 – 577 Einwohner
- 1933 – 499 Einwohner
- 1939 – 520 Einwohner
- 1945 – 1047 Einwohner
- 1946 – 803 Einwohner
- 1964 – 653 Einwohner
- 1989 – 496 Einwohner
- 1991 – 484 Einwohner
- 1998 – 415 Einwohner (und fast ebenso viele Hunde[11])
- 2001 – 396 Einwohner
- 2003 – 307 Einwohner
- 2005 – 320 Einwohner

Quelle: Landesbetrieb für Datenverarbeitung und Statistik (LDS) – Beitrag zur Statistik – Historisches Gemeindeverzeichnis des Landes Brandenburg von 1875 bis 2005 – Landkreis Ostprignitz-Ruppin vom Dez. 2006

## Politik
Der ehrenamtliche Ortsvorsteher ist seit der Kommunalwahl am 28. September 2008: Albrecht Gottschalk.

## Sehenswürdigkeiten
- Herrenhaus  – 1906 als Gutshaus im Stil der reformerischen Vormoderne von den Berliner Architekten Richard Bielenberg & Josef Moser errichtet
- Kirche – Mischbau aus märkischem Feldsteinen und Ziegeln mit Fachwerk-Elementen
- „Das Gericht“ – ein dreieckiges Stück Land, das früher nie beackert wurde; ein Ort märkischer Justizgeschichte zwischen den Dörfern Nackel und Rohrlack. Es ist der alte Nackeler Gerichtsplatz wo noch bis ca. 1747 Todesurteile vollstreckt wurden. An diesem unheimlichen und grausamen Ort ist das Grab einer Kindesmörderin, die 1740 vom Neuruppiner Scharfrichter enthauptet wurde, da sie ihr uneheliches Neugeborenes getötet hatte.